# Atta colombica
Atta colombica là một trong 41 loài kiến sén lá. Loài này là một phần của tông Attini.

## Mô tả
Kiến thợ của loài này là màu nâu, và hoàn toàn mờ, không có điểm sáng.

## Phân bố

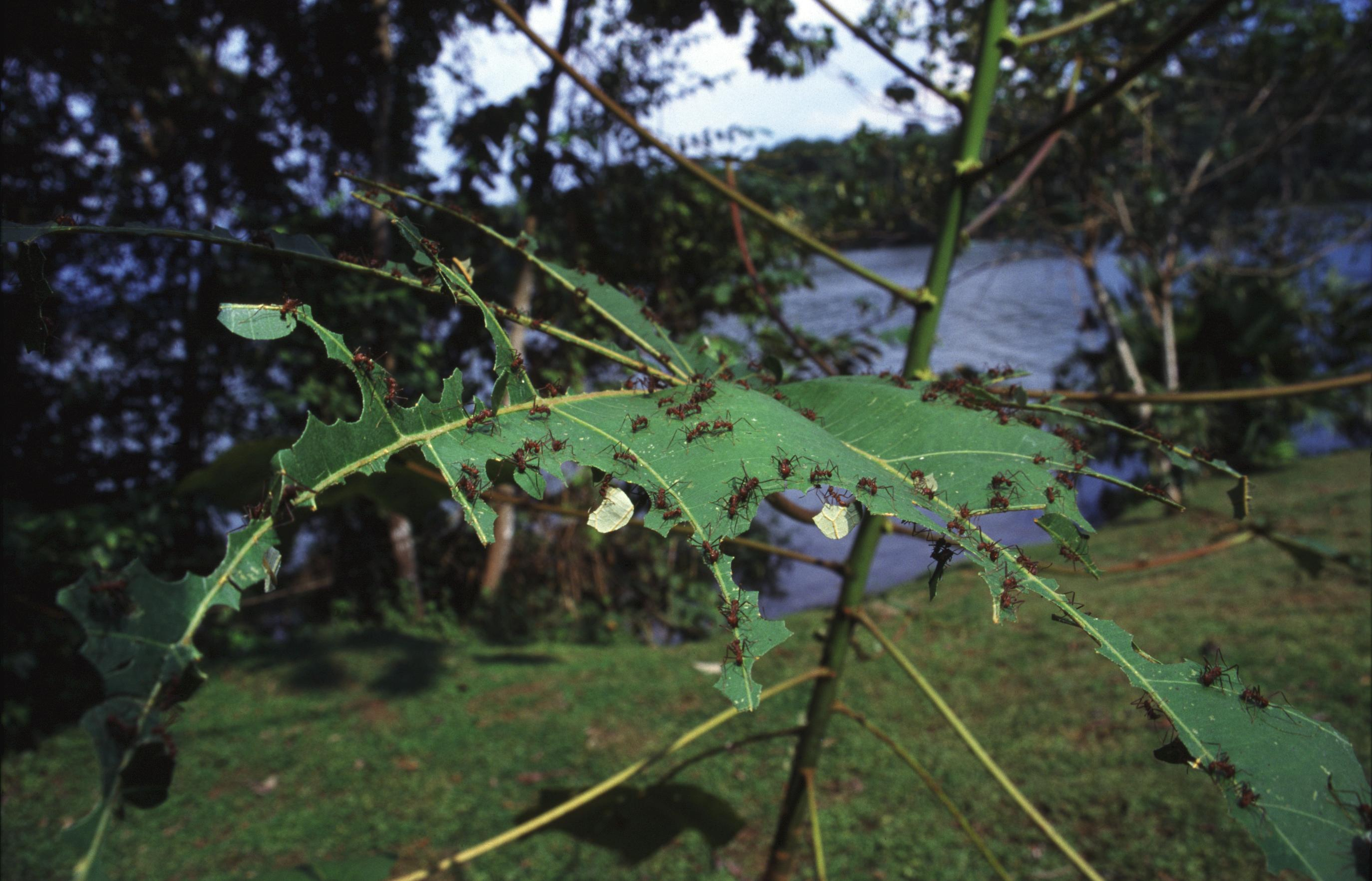
Atta colombica cắt toàn bộ một cái cây

Loài này dao động từ Guatemala đến Colombia, và cũng có thể được tìm thấy ở Costa Rica.